# Белики (Миргородский район)
Бе́лики (укр. Білики) — село, Беликовский сельский совет, Миргородский район, Полтавская область, Украина.
Код КОАТУУ — 5323280201. Население по переписи 2001 года составляло 839 человек..
В Центральном государственном историческом архиве Украины в городе Киеве есть метрическая книга 1752 год.
Село указано на подробной карте Российской Империи и близлежащих заграничных владений 1816 года.
Является административным центром Беликовского сельского совета, в который, кроме того, входят сёла Лещенки, Марченки и Милашенково.

## Географическое положение
Село Белики находится на левом берегу реки Хорол, выше по течению на расстоянии в 1 км расположено село Зубовка, ниже по течению на расстоянии в 1 км расположен город Миргород. Рядом проходит автомобильная дорога Р-42 (Т-1710).

## Экономика
- Свинотоварная ферма.
- ООО «Проминь-Приват».

## Объекты социальной сферы
- Школа.